# Cucullia distinguenda
Cucullia distinguenda là một loài bướm đêm trong họ Noctuidae.